# Источни сиви кенгур
Источни сиви кенгур (Macropus giganteus) је велики торбар и врста кенгура који настањује отворене шумске области јужне и источне Аустралије, као и Тасманију. Научно име ове врсте је помало збуњујуће - указује на његову величину, иако је највећи представник заправо црвени кенгур. 

## Изглед
Ови кенгури имају густо крзно изразито сиве боје која постепено прелази у браон нијансе, са белим стомаком, ногама и крајем репа. Кенгури који настањују просторе око обала су углавном светлије обојени од оних кенгура из унутрашњости земље. Одликује их мала глава, велике уши, као и светла трака која се простире дуж њушке између ноздрва. Иако мањи од црвеног, источни сиви кенгур обично је тежи од свог рођака. Могу да нарасту од 85 до 140 центиметара у дужини, а тежина мужјака износи 55-66 килограма. Као и остали кенгури, имају снажне задње ноге и кратке предње удове. Поседују такође мишићав реп који прелази дужину од 100 центиметара.

## Понашање
Источни сиви кенгури живе у групи коју предводи мужјак и састоји се од млађих мужјака и женки са својим младима. Ноћне су животиње, док дању ленчаре и спавају. Када нањуше опасност, почеће да лупају о земљу како би обавестили остале из групе. Имају одлично чуло мириса и врло покретљиве уше које детектују и најмање звуке.
Могу да се крећу веома брзо - највећа брзина измерена је износила 64 километра на час код одрасле женке.

## Размножавање
Женка је трудна око 35 дана. После триста дана проведених у торби, младунче почиње да излази и само се креће. Најчешће их мајка храни 18 месеци након чега потпуно напуштају торбу.

## Статус
Садашња популација источних сивих кенгура броји на десетине милиона јединки, у поређењу са популацијом од пре-европских освајања, када се веровало да их је било близу стотину милиона.